# Юстинус Кернер
Юстинус Кернер (також Юстин, Юстинус Андреас Христіан Кенер, нім. Justinus Andreas Christian Kerner, з 1850 року фон Кернер; 18 вересня 1786, Людвігсбург, Баден-Вюртемберг, Німеччина — 21 лютого 1862, Вайнсберг) — німецький поет, лікар, письменник на медичну тематику, винахідник кляксографії. Відомий першим детальним клінічним описом ботулізму.

## Біографія

### Походження і шкільні роки
Його батько Крістоф Людвіг Кернер був, як і його дід Йоганн Джордж Кернер, старшою посадовою особою (нім. Oberamtmann) у Людвігсбурзі. Його мати була Фридеріка Луїза, до шлюбу Стокмаєр (1750—1817). Юстинус був наймолодшим із шести дітей. Його старший брат, Йоганн Георг, став відомим як літописець французької революції, його брат Карл став генералом, був короткий час міністром внутрішніх справ Королівства Вюртемберг. Ще були один брат та дві сестри.
Навчався в школі в Людвігсбурзі, потім у Маулбронне, де його батько віддав до місцевої монастирської школи, потім він брав уроки в Ніттлінгені.

### Юність і освіта
Після смерті батька в 1799 році мати відправила Юстинуса до фабрики тканин у Людвігсбурзі. Кернер не любив тупу працю, і тому він шукав заняття, які надавали б йому більше задоволення. Він почав писати вірші та розважати хворих у притулку, виконуючи п'єси на арфі.
Його колишній пастор і вчитель Карл Філіп Кенц, поет і професор давніх мов у Тюбінгенському університеті, вмовив матір Кернера, щоб вона дозволила сину навчатися далі. Кернер поступив до цього університету в 1804 році, у 1808 році закінчив його, отримавши кваліфікацію з медицини та природничих наук.

### Зрілість і медична кар'єра
У 1807 році він зустрів майбутню дружину Фрідеріке Еманн, з якою одружився в 1813 році. Він увічнив її у багатьох своїх віршах. У шлюбі вони мали 2-х доньок і одного сина.
Він працював лікарем з 1810 року, спочатку в Дюррмені, з 1811 року — як спа-лікар у Вільдбаді, з 1812 року — як лікар загальної практики у Вельцгеймі. У 1815 році він став старшим медичним працівником у Гайлдорфі, а упродовж 1819—1851 років — у Вайнсберзі. Кернер працював на цій медичній посаді до виходу на пенсію через очне захворювання (катаракта).
Помер у 1862 році і був похований на цвинтарі Вайнсберга поряд із дружиною, яка померла в 1854 році. Їхня могила збереглася донині.

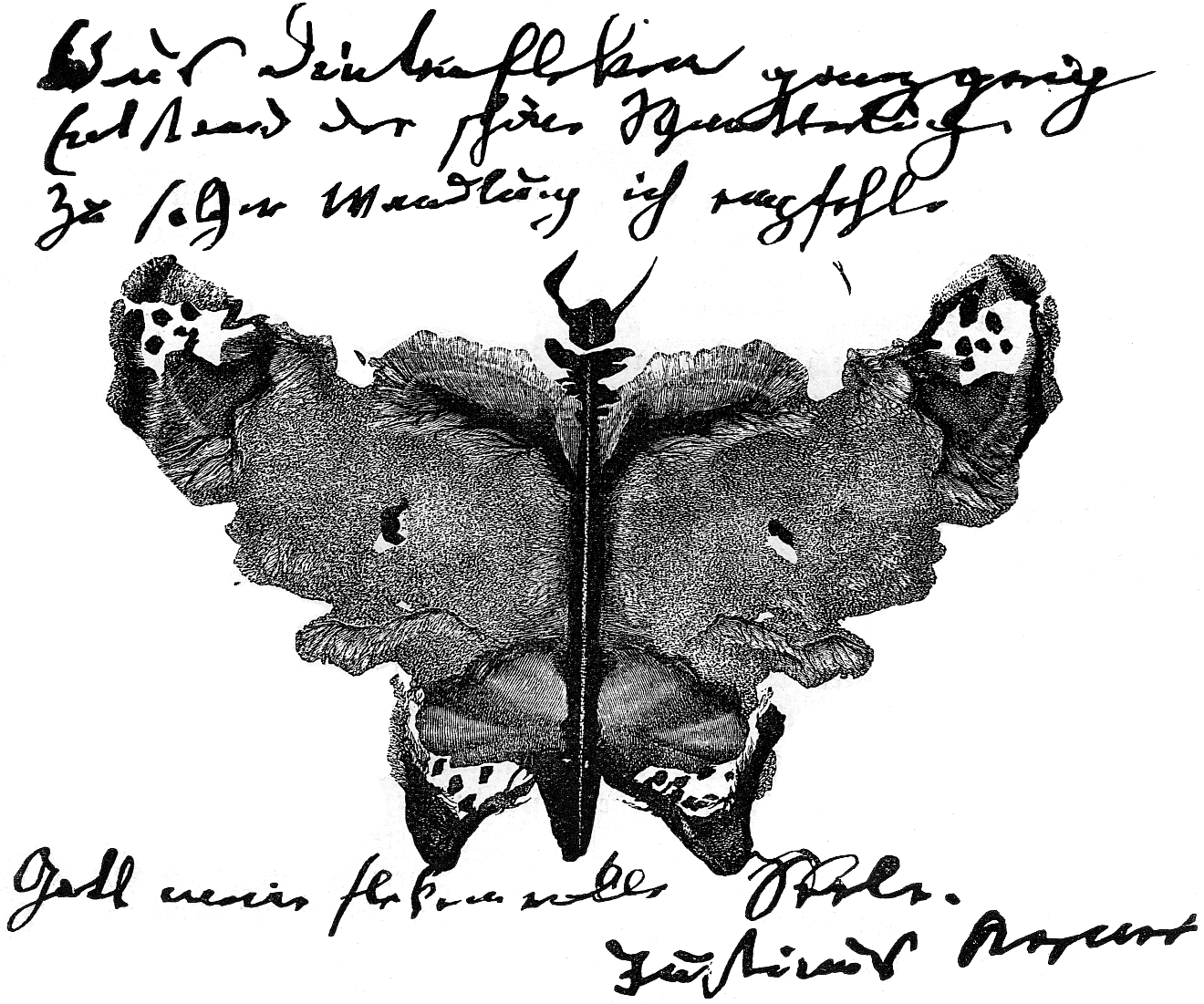
Клексографічний метелик Кернера

## Творчість
Його поетичний стиль характеризується як простий та інтимний, з меланхолією та гумором, справжньою побожністю. Деякі з його віршів добре відомі, використані у таких піснях, як «Воглауф! Все ще випив ігристе вино!» або «Мандрівник», хоча часто люди не знають, що це вірші Кернера. Пісенний цикл «Дванадцять віршів» Кернера для голосу та фортепіано від Роберта Шумана від 1840 року досі часто виконується в концертних залах.
Пізніше Кернер звернувся до спіритичних, окультних та сомнамбулістських питань. Він співпрацював з провидицею з Преворста, Фредерікою Гауффе, опублікував в 1829 році дві книги про неї (нім. Seherin von Prevorst), які стали вкрай популярними в тодішній Європі.
Гротеск Кернера можна побачити в створеній ним кляксографії. Джерелом для цього стало чорнило, яке іноді падало з пера майже сліпого поета на його листи та рукописи. Згорнувши папір, він створював симетричні абстрактні малюнки з чорнильних плям, які намагався збільшити ще кількома додатковими штрихами пера. Для цих фігур, які він також назвав «зображеннями з царства Аїда», Кернер створив невеликі тексти, що надало їм глибший сенс (апофенія). Метелик, складений ним з такої краплі, зберігається в оригіналі в Національному музеї Фрідріха Шиллера в Марбах-ам-Неккарі. Його син у 1890 році зібрав та опублікував батькові дослідження з цього питання. На початку XX століття швейцарський психоаналітик Герман Роршах використовував такі «малюнки» своїх пацієнтів в тесті, названого його ім'ям, і завжди суперечливих, для визначення сприйняття, інтелекту та емоційних характеристик хворих.

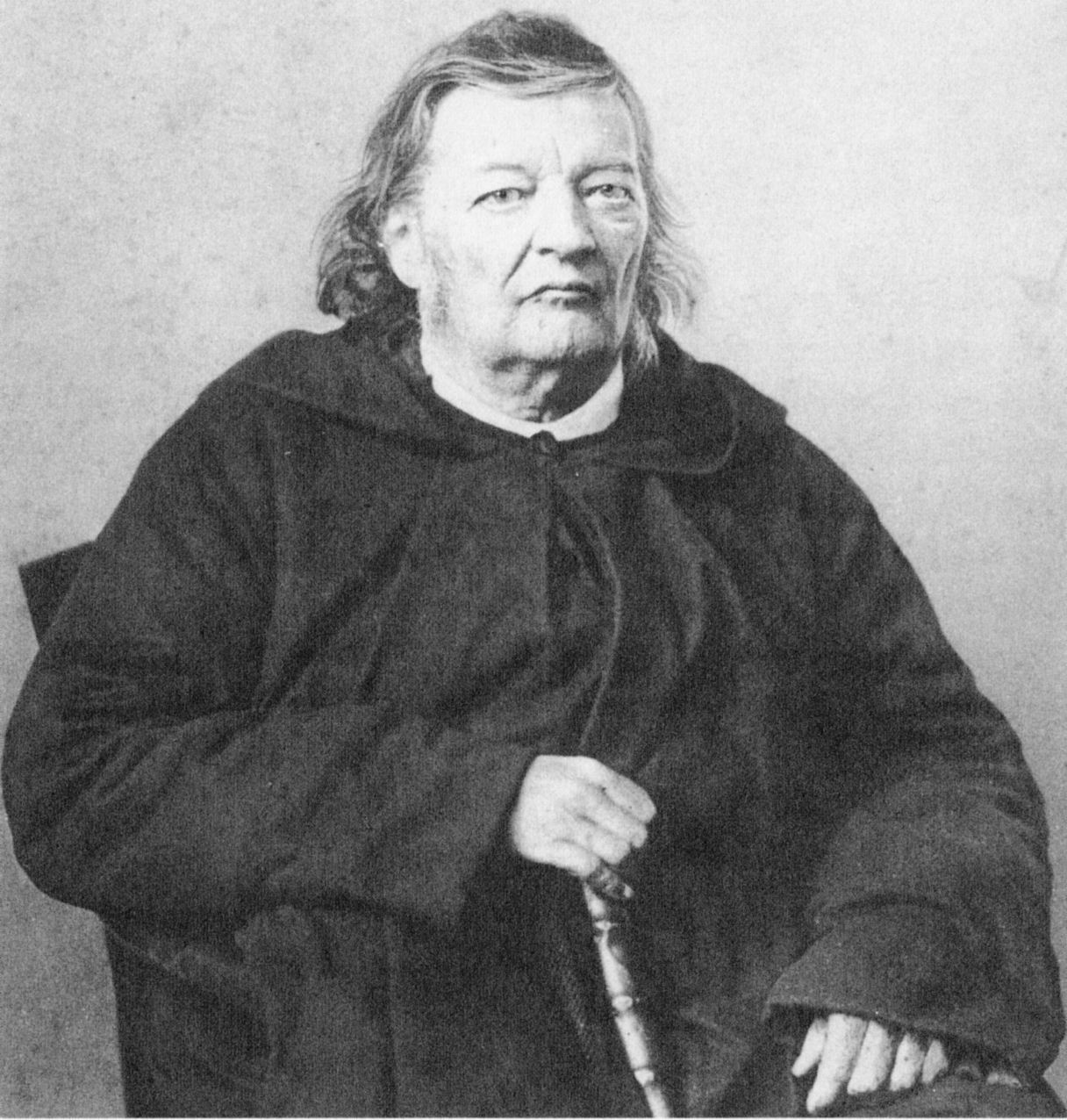
Юстинус Кернер наприкінці життя

## Дослідження ботулізму
Через велику кількість «ковбасних отруєнь» у Німеччині професор медицини університету Тюбінгена Йоганн фон Отенріт звернувся до влади з проханням про збір у різних лікарів країни усіх описів випадків отруєнь внаслідок вживання ковбаси. Після їхнього аналізу він опублікував список симптомів, характерних для «ковбасного отруєння». Цей список включав шлунково-кишкові порушення, двоїння в очах і розширення зіниць. Він також знайшов зв'язок між дією отрути і недостатньою термічною обробкою ковбаси.. Одним з тих, хто ще відповів на запит Й. фон Отенріта, був Юстинус Кернер. Й. фон Отенріт звернув увагу на скрупульозність і акуратність описаних випадків отруєння, зроблених Ю. Кернером, важливість зроблених ним суджень, і передав їх на публікацію в «Тюбінгенський журнал природничих наук і фармакології» в 1817 р. Ю. Кернер присвятив у подальшому значну частину своєї медичної діяльності вивченню «ковбасних отруєнь» та «ковбасної отрути». Він проводив дослідження на тваринах, і навіть на самому собі, намагаючись виділити з ковбаси невідомий токсин. Результати цих досліджень опубліковано спочатку в 1820 р. у книзі «Нові спостереження смертельного отруєння, яке відбувається так часто у Вюртемберзі у зв'язку зі споживанням копчених ковбас», де він підсумував основні характеристики перебігу хвороби у 76 пацієнтів та дав опис тих симптомів, що складають сутність типової клінічної картини ботулізму. Кернер також ґрунтовно і прискіпливо порівняв різні рецепти й інгредієнти з усіх ковбас, що призвели до отруєння, і з'ясував, що там були різні складові: компоненти крові, печінки, м'яса, мозку, жир, сіль, різні перці — чорний, червоний і білий,коріандр, імбир та хліб. Але незмінними компонентами були тільки жир і сіль. Він зробив висновок, що сіль є «невинною», а токсичні зміни в ковбасі повинні розвиватися через жир, і тому назвав підозрювану речовину «ковбасною отрутою», «жировою отрутою» або «жирною кислотою». Пізніше Кернер висловив міркування про подібність «жирової отрути» з іншими відомими отрутами, такими як атропін, скополамін, нікотин і зміїна отрута, що привело його до висновку, що «жирова отрута» була, ймовірно, біологічного походження. А потім у книзі "Жирова отрута, або жирна кислота, та їхній вплив на організм тварин і значення при вивченні токсично діючих речовин у «зіпсованій ковбасі», яка вийшла в 1822 р., він описав уже 155 випадків «отруєння» у людей, надав ґрунтовні прозекторські дані, отримані при розтині померлих. Проведені ним численні експерименти з різноманітними тваринами (птахів, котів, кролів, жаб, мух, сарану, равликів  він годував витягами з зіпсованої ковбаси) та на собі («кілька крапель кислоти з ковбаси, що я накрапав собі на язик, завдали великого сушіння піднебінню і глотці») дозволили йому зробити висновок про те, що дія ковбасного токсину полягає в порушенні передачі імпульсу у нервових волокнах периферичної та вегетативної нервових системах. Ю. Кернер першим відзначив, що токсин утворюється в зіпсованій ковбасі в анаеробних умовах, запропонувавши тривале варіння ковбаси, зберігання в аеробних умовах і невживання зіпсованих частин. Він зробив висновок про те, що ботулотоксин діє смертельно в малих дозах. Кернер висловив ідею про можливість застосування ботулотоксину з лікувальною метою. В останньому розділі монографії 1822 р. дослідник припустив, що гіпотетично в надмалих дозах ботулотоксин можна використати при гіперактивності симпатичної нервової системи. Як можливих кандидатів для лікування токсином він запропонував хворих з «танцем святого Віта» і пацієнтів з гіперсекрецією поту або гіперсалівацією.

## Відомі твори

### Роман
- Reiseschatten von dem Schattenspieler Lux (Тінь подорожі тіньового гравця Люкса) Heidelberg, 1811, ISBN 3-458-33526-9

### Оповідання
- Die Heimatlosen (Бездомний) 1816, ISBN 3-933292-73-5
- Geschichte zweier Somnambulen (Історія двох сомнамбулістів), 1824 рік

### Поезія
- Poetischer Almanach (Поетичний альманах) 1812
- Deutscher Dichterwald (Німецькі хащі), 1813
- Gedichte (Вірші, збірка), 1826
- Der letzte Blüthenstrauß (Останній букет квітів), 1852
- Winterblüthen (Зимові квіти), 1859
- Dichtungen (Ущільнення), 1834
- Ausgewählte poetische Werke (Вибрані поетичні твори) опубліковані 1878—1879

### Сатира
- Der rasende Sandler (Скажений Сандлер) 1817

### Медичні та наукові праці
- Das Wildbad im Königreich Württemberg (Вільдбад у Королівстві Вюртемберг), 1813, ISBN 3-921841-26-7
- Das Fettgift oder die Fettsäure und ihre Wirkung auf den tierischen Organismus (Жирна отрута або жирна кислота та її вплив на організм тварин), 1822
- Geschichte zweier Somnambulen (Історія двох сомнамбулістів), 1824
- Die Seherin von Prevorst (Провидиця з Преворста) Erstausgabe: 2 Bände, Stuttgart u. a. 1829
- Blätter aus Prevorst (Листи з Преворста), 1831
- Geschichten Besessener neuerer Zeit (Історії сучасних часів), 1834
- Eine Erscheinung aus dem Nachtgebiete der Natur (Погляд на нічну природу), 1836
- Nachricht von dem Vorkommen des Besessenseins (Повідомлення про появу власності), 1836
- Magikon. Archiv für Beobachtungen aus dem Gebiete der Geisterkunde und des magnetischen und magischen Lebens. Stuttgart (МАГИКОН. Архів для спостережень у сфері примар та магнетичного і магічного життя), 1840—1853, ISBN 3-923620-03-9
- Franz Anton Mesmer aus Schwaben, Entdecker des thierischen Magnetismus. Erinnerungen an denselben, nebst Nachrichten aus den letzten Jahren seines Lebens zu Meersburg am Bodensee (Франц Антон Месмер із Швабії, першовідкривач тваринного магнетизму. Спогади про те ж саме, а також новини з останніх років його життя в Меерсбурзі на Боденському озері), Frankfurt am Main, Literarische Anstalt 1856.

### Автобіографія
- Bilderbuch aus meiner Knabenzeit. Erinnerungen aus den Jahren 1786 bis 1804. (Картина з мого юнацтва. Спогади з 1786 по 1804 рік) Braunschweig 1849; Neuausgabe: ISBN 3-458-32038-5

## Вшанування
Медична асоціація охорони здоров'я землі Баден-Вюртемберг з 1979 року нагороджує медаллю імені Юстинуса Кернера осіб, які надали значну допомогу службі охорони здоров'я в Баден-Вюртемберзі. Станом на 2016 рік нагороджено 16 осіб.
1986 року влада Вайнсберга запропонувала премію на честь 200-річчя від дня народження Кернера для нагородження тих осіб, що мають значний медичний, історичний або літературний доробок. Починаючи з 1990 року по 2017 нагороджено 10 осіб. Нагородження відбувається у день народження Кернера 18 вересня. Кошторис премії становить 5 тисяч євро. 
При виході на пенсію в 1850 році Юстинус Кернер був посвячений у лицарі Ордена Вюртемберзької корони. У 1854 році баварський король Максиміліан II нагородив його орденом Максиміліана «За досягнення в науці та мистецтві». 
На честь Юстина Кернера було названо сорт винограду. Вулиці, названі на честь Кернера, є в Людвігсбурзі, Мюнхені та інших містах. У декількох містах існують школи його імені.